# Giorgio Porreca
Giorgio Porreca (Nàpols, 30 d'agost de 1927 - 5 de gener de 1988) va ser un jugador d'escacs italià, teòric d'escacs, editor de la revista de publicació mensual Scacco!, autor d'importants llibres sobre l'escacs. Llicenciat en llengua i literatura rusa, amb diversos textos traduïts dels mestres soviètics, va ser un gran amant dels estudis d'escacs, com va reflectir en les seves publicacions de la citada Scacco!.

## Trajectòria com a escaquista
Mestre Internacional de la FIDE i de la ICCF. Campió italià el 1950 a Sorrento (després del desempat amb Engalicew) i el 1956 a Rovigo. Set vegades campió d'Itàlia d'Escacs per correspondència (ASIGC - Associació Italiana d'Escacs per Correspondència) el 1957, així com ininterrompudament des de 1966 fins al 1973.
Va participar amb la selecció italiana en tres Olimpíades d'escacs: Dubrovnik el 1950 en el tercer tauler, Hèlsinki el 1952 en el primer tauler i a Amsterdam el 1954 en el segon tauler, amb el resultat (+17 =11 -15).
Va guanyar en dues ocasions el Campionat nacional italià per equips amb el Circolo "Luigi Centurini", de Gènova, als anys 1969 (l'equip estava format per Tatai, Scafarelli i Grassi) i el 1970 (juntament amb Porreca, Mario Grassi, Damele i Resaz), i en una ocasió amb l'equip Accademia Scacchistica Napoletana, de Nàpols, el 1960 (l'equip estava format per Scafarelli, Trezza, Del Vecchio i Busco).

## Partides seleccionades
S'inclou a continuació dues victòries del mestre napolità. La primera, contra Enrico Paoli, Mestre Internacional i degà de l'escacs italià. La segunda, contra el Gran Mestre Miroslav Filip, que va participar diverses vegades a la selecció per la candidatura al títol del món.
- 1. Enrico Paoli - Giorgio Porreca (Ferrara, 1952) - Defensa dels dos cavalls (C58)

1.e4 e5 2.Cf3 Cc6 3.Ac4 Cf6 4.Cg5 d5 6.Ab5 Ca5 5.exd5+ c6 7.dxc6 bxc6 8.df3 (variant Polerio) Dc7 9.Ad3 Ae7 10.Cc3 Cd5 11.Cge4 h6 14.d4 Ab7 12.Cg3 c5 15.d5 CF4 13.Af5 g6 16.Ae4 f5 17.Axf5 gxf5 18.Axf4 exf4 19.Dh5+ Rd8 21.d6+ 20.O-O-O fxg3 Ag5 22.Rb1 Dd7 23.The1 RC8 24.hxg3 Ac6 25.f4 Af6 26.Dg6 Tf8 27.Cd5 Axd5 28.Txd5 Rb7 29.Txc5 Tae8 30.Th1 Cc6 31.a3 Ta8 32.Dxf5 Dxd6 33.Txh6 Tb8 Dd1 34.c3+ (0-1)
- Partida online a Chessgame
- 2. Miroslav Filip - Giorgio Porreca (Zagreb, 1955) - Defensa holandesa (A-84)

1.d4 d5 3.c4 e6 2.Cf3 4.e3 f5 (Stonewall) 5.Ad3 Ad6 6.b3 Ch6 7.0-0 0-0 8.Aa3 10.b4 g5 11.b5 Axa3 9.Cxa3 Cd7 g4 12.Cd2 Cf6 13.Tc1 Dg5 14.bxc6 bxc6 15.cxd5 cxd5 16.De2 17.Tc7 Tb8 Ce4 18.f3 Cxd2 19.Dxd2 gxf3 20.Txf3 Rh8 21.Txa7 Tb7 22.Txb7 Axb7 23.Db4 Tg8 24.Tg3 Cg4 25.h3 Dh4 26.Tf3 Ce5! (moviment guanyador) 27.Ae2 Cxf3 28.Axf3+ Ad7 29.Cb5 Ac8 30.Dd6 Dg3 (0-1)
- Partida online a Chessgame

## Obres i publicacions
- Il libro completo degli scacchi. Milà, Editorial Mursia (en col·laboració amb Adriano Chicco)
- Dizionario enciclopedico degli scacchi. Milà, Editorial Mursia (en col·laboració amb Adriano Chicco)
- La partita ortodossa (La Defensa ortodoxa). Milà, Mursia
- Manuale teorico-pratico delle aperture. Milà, Mursia
- Studi scacchistici. Milán, Mursia
- La Difesa francese (La Defensa francesa). Milà, Mursia
- La Partita italiana (L'Obertura italiana. Milà, Mursia
- La Partita di Re (l'obertura de peó de rei) (en dos volums). Santa Maria Capua Vetere, Editorial Scacco!
- Anatoli Kàrpov: la storia della rapida carriera del campione del mondo presentata attraverso un esteso commento. Santa Maria Capua Vetere, Scacco!
- Peter Romanovsky, Il centro di partita. Milà, Mursia